# Pics de la Font Sancte
Pour les articles homonymes, voir Font.
Les pics de la Font Sancte sont deux sommets entre la haute vallée de l'Ubaye, le val d'Escreins et la vallée de Ceillac, à la lisière du parc naturel régional du Queyras, dont ils sont le point culminant. Il s'agit d'un ensemble de deux sommets, le pic Nord culminant à 3 385 m et le pic Sud à 3 371 mètres. Ils tirent leur nom de la Font Sancte, une source qui jaillit du rocher dans le vallon au pied des sommets, à 2 358 m d'altitude.

## Ascension
Le pic Nord se gravit essentiellement par le couloir Ouest au départ de la Basse Rua d'Escreins. La pente maximale avoisine les 40° dans la partie la plus étroite du couloir. Il est conseillé de le gravir lorsqu'il est encore enneigé, de façon à minimiser le risque de chutes de pierres (provenant du couloir, mais aussi de la paroi du pic Sud). Il s'agit alors d'alpinisme, coté PD. Lorsque le couloir est déneigé, l'accès est alors possible à de très bons randonneurs : le couloir est un éboulis particulièrement instable et long (plus de 300 m); les risques de chutes de pierres sont alors particulièrement importants.
Il existe aussi un itinéraire partant du lac Sainte-Anne en face Nord, coté AD. 
Le couloir Sud (dit « couloir de la Banane ») peut être gravi par de bonnes conditions d'enneigement et descendu en ski extrême (PD, 45° sur 200 m)
Le pic Sud est accessible par l'arête Ouest, escalade montagne (sans équipement en place) PD.

## Randonnée pédestre
Un sentier de grande randonnée de pays (GRP) nommé « Tour de la Font Sancte » est tracé en boucle dans la zone des pics.